# Priyamvada Gopal
Priyamvada Gopal (nascida em 1968) é uma acadêmica, escritora e intelectual nascida na Índia que é Professora de Estudos Pós-coloniais na Universidade de Cambridge. Seus principais interesses de ensino e pesquisa são em estudos coloniais e pós-coloniais, literatura do sul da Ásia, estudos críticos de raça e políticas e culturas do império e da globalização. She has written three books engaging these subjects: Literary Radicalism in India (2005), The Indian English Novel (2009) and Insurgent Empire (2019). Seu terceiro livro, Insurgent Empire, foi classificado para o prêmio Nayef Al-Rodhan Prize for Global Cultural Understanding de 2020.
O trabalho de Gopal apareceu em vários jornais e publicações online, e ela contribuiu ocasionalmente para programas de rádio e televisão na Grã-Bretanha e em outros lugares. Suas observações sobre raça e o Império Britânico ganharam atenção da mídia e discordância. Em 2021, ela foi considerada uma das 50 maiores pensadoras do mundo pela revista Prospect.

## Biografia

### Infância
Gopal nasceu em Deli, Índia. Filha de um diplomata indiano, ela passou a infância na Índia, Sri Lanka e Butão, e frequentou uma escola secundária internacional em Viena, onde seu pai serviu como diplomata em meados da década de 1980. Ela vem de uma família brâmane, mas é uma crítica do sistema de castas.

### Educação e carreira
Gopal se tornou Bacharel em Inglês pela Universidade de Delhi em 1989 e Mestre em linguística pela Jawaharlal Nehru University em 1991. Depois de terminar seus estudos na Índia, ela se mudou para os Estados Unidos para fazer pós-graduação em inglês. Ela recebeu um mestrado em Inglês da Purdue University em 1993. Continuou seu trabalho de pós-graduação na Cornell University, obtendo um mestrado em inglês em 1996 e um doutorado em literatura colonial e pós-colonial em 2000.
Ela começou sua carreira de professora como instrutora de pós-graduação no Departamento de Inglês da Cornell University em 1995. Ela ingressou no Connecticut College em 1999 como professora assistente de inglês, saindo em 2000. Mudou-se para a Universidade de Cambridge em 2001, onde é professora de Estudos Pós-coloniais na Cátedra de Inglês e professora do Churchill College. Ela supervisiona e leciona nas áreas de crítica literária, tragédia moderna, literatura britânica moderna e do século XIX e literatura pós-colonial e afins. Seus principais interesses são as literaturas coloniais e pós-coloniais, com interesses relacionados nas literaturas britânica e americana, romance, tradução, gênero e feminismo, marxismo e teoria crítica e política e culturas do  Império e da globalização. De 2006 a 2010, ela foi reitora do Churchill College.

## Trabalho

### Império Britânico
Gopal escreveu extensivamente sobre o impacto do Império na cultura contemporânea na Grã-Bretanha e examinou seus efeitos sociais e culturais mais amplos no sul da Ásia e em outras antigas sociedades coloniais.
Em seu livro Império Insurgente, Gopal examina as tradições de dissidência sobre a questão do império e mostra como as rebeliões e a resistência nas colônias influenciaram os críticos britânicos do império em um processo que ela chama de "tutela reversa". Ela argumenta que as ideias de liberdade, justiça e humanidade comum tomaram forma na luta contra o imperialismo.
Gopal também escreveu sobre a amnésia histórica em torno do império e pediu um relato mais honesto de como a Grã-Bretanha se tornou o que é hoje. Ela argumenta que desenvolver um relacionamento exigente com a história é essencial para entender a natureza formativa e modeladora do projeto imperial sobre a vida britânica.

#### BBC Radio 4:Start the Week
Em 2006, Gopal participou de um debate no programa Start the Week da BBC Radio 4. No segmento, o historiador Niall Ferguson argumentou que o Império Britânico era, em geral, um empreendimento benevolente e virtuoso. Gopal desafiou o relato de Ferguson, questionando suas afirmações sobre a grandeza do  Império. O programa se tornou uma questão de controvérsia. Naquela noite, a BBC convidou outra indiana para seu programa, que disse que nem todos os jovens indianos concordavam com Gopal. Mais tarde, Gopal acusou a BBC de impor uma agenda e jogar os "nativos" uns contra os outros. Ela disse que foi essa experiência que a estimulou a escrever e pensar mais publicamente sobre o  Império.

### Descolonização
Gopal acredita que a descolonização é um processo de pensar sobre nossa formação intelectual, pessoal e política em um quadro histórico. Num ensaio sobre a descolonização, ela escreveu que a descolonização "compromete-se a reconhecer a centralidade do colonialismo na formação do globo tal como o experimentamos hoje; a avaliar as suas consequências para as comunidades e culturas; a interrogar e desmantelar mitologias e falsidades nocivas sobre as quais o projecto colonial confiado, bem como aqueles que sustentam sua vida após a morte hoje; e para reparar as grandes lacunas em nosso conhecimento e compreensão que surgiram consequentemente."
Em relação ao trabalho cultural e intelectual, ela argumenta que a descolonização coloca diferentes tipos de questões em diferentes contextos sobre nossa relação com o colonialismo. Ela argumenta que a descolonização no contexto europeu envolve a Europa 'considerando sua autoconstituição colonial e pensando sobre os legados e a vida após a morte do colonialismo tanto 'dentro' quanto 'fora' de suas fronteiras complicadas e mutáveis. Ela se baseia em Ngũgĩ e Fanon para argumentar que as riquezas materiais, culturais e intelectuais da Europa também não podem ser separadas de seus encontros com o Sul Global.
GEla também afirma que a descolonização deve começar com um compromisso inflexivelmente verdadeiro com o  Império e o colonialismo e um estudo sustentado de como as incursões da Europa no mundo fizeram a Europa.

#### Descolonizando o currículo escolar inglês
Gopal tem sido uma defensora de longa data da 'descolonização' do currículo de inglês de Cambridge. Em junho de 2017, um grupo de estudantes de Cambridge pediu à universidade que incluísse mais escritores negros e de minorias étnicas em seu currículo de literatura inglesa, uma iniciativa fortemente apoiada por Gopal. Ela argumenta que a descolonização no contexto curricular é 'sobre' ter acesso a informações e narrativas, que ressignificam nossa compreensão das múltiplas linhagens e fontes de conhecimento.

### Raça
Gopal escreveu e comentou extensivamente sobre o tema da raça e como ela opera na sociedade contemporânea. Ela argumenta que a branquitude é principalmente uma categoria cultural, não biológica, e é útil para explicar como as sociedades ocidentais funcionam em termos de como a sociedade é estruturada e como essas estruturas determinam as relações de poder entre grupos dominantes e não dominantes.
No contexto da discriminação racial no Reino Unido, Gopal discutiu a fragilidade branca, sugerindo que uma "maneira de desviar o envolvimento com a raça é personalizar os assuntos". Em outubro de 2019, Gopal criticou o relatório da Comissão de Igualdade e Direitos Humanos "Enfrentando o assédio racial: universidades desafiadas" por sua linguagem e por não abordar as desvantagens sistêmicas enfrentadas por estudantes negros e de minorias étnicas ou as formas como a brancura domina as estruturas de poder e a pedagogia.

#### Tweet "White lives don't matter. As white lives"
Em 23 de junho de 2020, Gopal postou no Twitter "White lives don't matter. As white lives" (em português: vidas brancas não importam, conquanto que os brancos vivam) and "Abolish whiteness" (em português: é necessário abolir a branquitude), em resposta a uma faixa colocada sobre um estádio de futebol da Premier League que dizia "White lives matter Burnley". Ela recebeu mensagens abusivas, incluindo ameaças de morte, após seu tweet. Gopal disse à mídia que seus comentários se opunham ao conceito de brancura - a presunção de superioridade branca - e desafiavam a base racial para que vidas importassem, acrescentando que não era a brancura que dava dignidade às vidas, nem deveria ser o critério para vidas. importando. Ela manteve suas postagens, afirmando que seus comentários estavam "falando muito claramente para uma estrutura e ideologia, não sobre pessoas".
NNo dia seguinte, a Universidade de Cambridge twittou uma defesa geral do direito de seus acadêmicos à liberdade de expressão, sem fazer referência explícita ao caso dela. Uma declaração divulgada pela universidade dizia: "A Universidade defende o direito de seus acadêmicos de expressar suas próprias opiniões legais que outros possam achar controversas e lamenta nos termos mais fortes o abuso e os ataques pessoais. Esses ataques são totalmente inaceitáveis e devem cessar".
Em novembro de 2020, o Daily Mail pagou £ 25.000 por danos a Gopal depois que o jornal alegou falsamente que ela estava tentando incitar uma guerra racial e que apóia e endossa a subjugação e perseguição de brancos. As alegações, feitas por Amanda Platell em uma coluna após o tweet "White lives", foram baseadas em uma citação inflamatória de uma conta falsa no Twitter, que a coluna de Platell atribuiu falsamente a Gopal. A coluna também citou parcialmente o tweet "White lives" de Gopal dizendo Vidas brancas não importam., mas optou por omitir o restante da citação, que passou a afirmar "conquanto os brancos vivam", distorcendo seu contexto e significado. Além de pagar os danos, o jornal também publicou desculpas completas no Daily Mail e concordou em pagar os custos legais de Gopal.

### Livros
- Radicalismo Literário na Índia: Gênero, Nação e a Transição para a Independência (Routledge, 2005)[53]
- The Indian English Novel: Nation, History and Narration (Oxford University Press, 2009)[54]
- Império Insurgente: Resistência anticolonial e dissidência britânica (Verso, 2019)[55]

### Artigos
- «Of Victims and Vigilantes: The "Bandit Queen" Controversy». Thamyris Amsterdam vol. 4, no. 1, pp. 73–102 (1997)[56]
- «'Curious Ironies': Matter and Meaning in Bhabhani Bhattacharya's Novel of the 1943 Bengal Famine». ARIEL: A Review of International English Literature vol. 32, no. 3, pp. 61–88 (2001)[57]
- «Sex, space and modernity in the work of Rashid Jahan, "Angareywali"». Marxism, Modernity and Postcolonial Studies pp. 150–166 (2002)[58]
- «Reading subaltern history». The Cambridge Companion to Postcolonial Literary Studies pp. 139–161 (2004)[59]
- «The'Moral Empire': Africa, globalisation and the politics of conscience». New Formations issue 59, pp. 81–98 (2006)[60]
- «Concerning Maoism: Fanon, Revolutionary Violence, and Postcolonial India». South Atlantic Quarterly vol. 112, no. 1, pp. 115–128 (2013)[61]
- «Speaking with Difficulty: Feminism and Antiracism in Britain after 9/11». Feminist Studies vol. 39, no. 1, pp. 98–118 (2013)[62]
- «Redressing anti-imperial amnesia». Race & Class vol. 57, no. 3, pp. 18–30 (2016)[63]
- «Of Capitalism and Critique: 'Af-Pak' Fiction in the Wake of 9/11». South-Asian Fiction in English: Contemporary Transformations pp. 21–36 (2016)[64]
- «On Decolonisation and the University». Textual Practice vol. 35, no. 6, pp. 873–899 (2021)[65]